# Live in Canada 2005 - The Dark Secret
Live In Canada 2005 – The Dark Secret è il primo album live della band italiana Rhapsody, pubblicato il 23 gennaio 2006.
È stato commercializzato in due differenti versioni: una versione normale con un solo CD e un'edizione limitata contenente anche un DVD con l'intero concerto registrato in surround.

## Tracce
1. The Dark Secret – 3:06
2. Unholy Warcry – 5:31
3. Wisdom of the Kings – 4:20
4. The Village of Dwarves – 3:58
5. Erian´s Mystical Rhymes – 13:12
6. Lamento Eroico – 4:45
7. Dawn of Victory – 6:17
8. Nightfall on the Grey Mountains – 4:40
9. March of the Swordmaster – 5:07
10. Emerald Sword – 6:06
11. Gran Finale – 3:02

## Formazione
- Fabio Lione - voce
- Luca Turilli - chitarra
- Alessandro Staropoli - tastiera
- Patrice Guers - basso
- Alex Holzwarth - batteria
- Dominique Leurquin - chitarra